# Rudolf Hell
Rudolf Hell (Eggmühl, ma Schierling része, 1901. december 19. – Kiel, 2002. március 11.) német feltaláló és vállalkozó volt, elsősorban a kommunikációs- és sokszorosítási technológia területén tevékenykedett.
Rudolf Hell a Hellschreiber (1929), a Klischograph (1951) és a digitálisan generált fényszedő technika (1965) feltalálója. Kitüntették a Német Szövetségi Köztársaság Nagy Érdemkeresztjével a csillaggal, a Gutenberg-díjjal és a Werner von Siemens-gyűrűvel. Hell Kiel tartomány fővárosának díszpolgára.

## Élete és munkássága
Rudolf Hell, az eggmühli állomásfőnök fia, 1901-ben született az eggmühli állomásépületben. Édesanyja egy gazdálkodó és sörfőzde tulajdonosának a lánya volt.
Rudolf a három fiú közül a legfiatalabb volt.
Négy év általános iskola után az Eger-i Rudolphinum középiskolába járt, ahol a fizika és a matematika volt a kedvenc tantárgya. A természettudományok iránti szenvedélye már ott megmutatkozott.
Apja munkahelyén a vasút iránti érdeklődése és a vasutak villamosításának kezdete formálta benne a villamosmérnöki tanulmányok iránti vágyat.
1919-től kezdődően nyolc szemeszteres villamosmérnöki képzést végzett a Müncheni Műszaki Egyetemen, ahol 1923-ban okleveles mérnöki oklevelet (Diplom-Ingenieur) szerzett.
1923 és 1929 között Max Dieckmann asszisztenseként dolgozott.
1925-ben bemutatott egy televízióhoz való fotoelektromos képosztó csövet, amely elvileg működőképes volt, de gyakorlati használatra alkalmatlan. Dieckmann professzorral közösen bemutatott egy mechanikus képosztóval és Braun-csővel ellátott televíziós rendszert a müncheni vásáron.
1927-ben doktori disszertációt írt egy repüléshez használt, közvetlen leolvasású rádióiránymérő készülékről. Egy amerikai cég 20 000 birodalmi márka licencdíjat fizetett neki ezért.
1929-ben Hell megalapította saját cégét Neubabelsbergben, Berlin és Potsdam között, és még ugyanebben az évben bemutatta Hell-íróját.
Elsô szabadalmát a 1929-ben adta be a "Hellschreiber" nevû berendezésre, melynek lényege az volt, hogy a mai telefax berendezések mûködési elvének megfelelôen a szöveget, karakterek raszterképei alapján fekete illetve fehér pontokra bontja és az információt kétállapotú jelek segítségével továbbítja a telefonvonalon vagy rádiókapcsolat segítségével.
1931-ben innovatív morzekód-eszközöket fejlesztett ki, míg a Siemens nagy mennyiségben gyártotta a Hell-írót. A cég Berlin-Dahlembe költözött, ahol a második világháború alatt részben megsemmisült.
1937. december 29-én Hell kérte a felvételét a Nemzetiszocialista Német Munkáspártba, és visszamenőlegesen, ugyanazon év május 1-jéig felvették (tagsági szám: 5850540).
1947-ben Hell megalapította a "Dr.-Ing. Rudolf Hell KG" vállalatot Kiel-Dietrichsdorfban, amely kommunikációs berendezésekkel és elektronikus sokszorosítási technológiával foglalkozott. Schleswig-Holstein tartomány fővárosa lett haláláig otthona.
1949-től Hell egyre inkább a képtávíróra összpontosított, és megfelelő berendezéseket fejlesztett a posta, a sajtó, a rendőrség és a meteorológiai szolgálatok számára.
A Klischograph 1951-es feltalálásával Hell új korszakot nyitott a nyomtatástechnikában. Idővel továbbfejlesztették (Vario-Klischograph, Helio-Klischograph). Ezzel a találmányával a nyomdatechnika lehetőségeit kívánta bővíteni, sikerrel. A Klischograph segítségével egy tetszőleges ábrát szkennelt be az asztal méretű berendezés, majd ezt az ábrát egy acéltű segítségével egy nyomólapba gravírozta bele. Erről a nyomólapról készülhettek aztán a nyomtatott példányok nagy számban. Felismerve a további igényeket, rövidesen megszületett a Helioklischograph is, ami a szöveget vagy ábrát egy gyémánthegy segítségével rögtön egy rézhengerbe marta bele, s ezzel rögtön készíteni lehetett a másolatokat a rotációs mélynyomás technikájával.
Az első dobszkennert már 1958-ban létrehozta, azonban sok időt vett igénybe a tökéletesítése. Ez a Colorgraph nevű berendezés az aritmetikai részében 500 elektroncsövet tartalmazott, aminek következtében egy teljes órát kellett várni a bekapcsolása után, hogy használni lehessen. Mégis, ebből a technikai monstrumból is sikerült 24 darabot eladnia szerte a világon.
1961-ben a Hell gyár kibővült, és egy második telephelyet nyitott Kiel-Gaardenben. 
1963-ban bevezették a Chromagraph szkennert, 1965-ben pedig Rudolf Hell bevezette a digitális tárolással ellátott elektronikus szedést (számítógépes szedés), amely világszerte forradalmasította a szedést. Ugyanebben az évben mutatták be a Digiset digitális szedőgépet is.

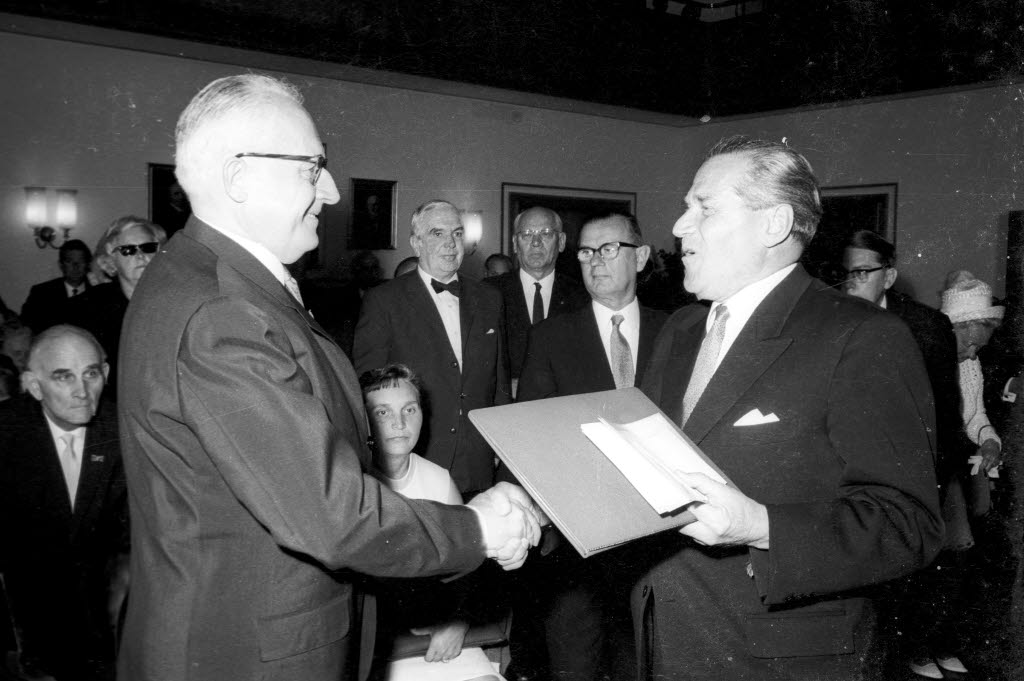
Az 1968-as Kulturális Díjat adják át Rudolf Hellnek. Hermann Köster polgármester adja át a díjat. Bal oldalon Edward Wegener tanácsos ül, Irma Tübler parlamenti képviselő áll. Hell jobb oldalán Heinz Seibel konzul, a Kereskedelmi és Iparkamara elnöke áll, Köster bal oldalán pedig Hartwig Schlegelberger belügyminiszter.

Miután a Chromagraph DC 300 1971-ben globális áttörést ért el, Rudolf Hell 1972-ben visszavonult cége aktív vezetésétől, bár továbbra is ott dolgozott. Ez a találmány tulajdonképpen a szkennerek első generációja volt. Olyan előnyöket olvashatunk a katalógusában, amit mai fejjel szinte nem is értünk. Felhívja pl. a figyelmet arra, hogy a Chromagraph nappali fényben is működőképes, nem igényel sötétkamrát a szkennelés végrehajtása. Mai ismereteinkkel ez elég furcsán hangzik, de ne feledjük, akkoriban minden fotokémiai aktivitást sötétkamrában kellett végrehajtani, így az, hogy a szkennernek nincs szüksége sötétkamrára, akkoriban újdonság volt.
Az egyre többet tudó és tökéletesített változatok sorra készültek, megjelent 1963-ben a Chromagraph, majd a Combi-Chromagraph 288, mely már három dob segítségével képes volt szövegek és képek összemásolására is. 1969-ben elkészült a Vario-Chromagraph, mely már egy vezérelhető raszter segítségével képes volt nagyításra is és a színek elválasztására és raszterezésére is.
Dr.-Ing. Rudolf Hell GmbH 1979-ben fejlesztette ki a ChromaCom elektronikus képfeldolgozó rendszert, mielőtt a Siemens AG, amely már 1971 óta részesedéssel rendelkezett a vállalatban, 1981-ben megszerezte a vállalat fennmaradó 20%-át.
1989-ben, 88 éves korában Rudolf Hell végleg visszavonult az üzleti tevékenységtől.
Egy évvel később a Siemens megvált a kieli székhelyű vállalattól, és egyesült a Linotype AG-vel. Ennek eredményeként létrejött a Linotype-Hell AG, amelynek központjai Kielben és Eschbornban, Frankfurt közelében találhatók. A Kiel-Gaarden-i telephelyet elhagyták, és 1991 óta a kieli Christian-Albrechts Egyetem Műszaki Karának ad otthont. Magát a Linotype-Hell AG-t 1996-ban felvásárolta a Heidelberger Druckmaschinen AG; az eschborni telephelyet bezárták, és az eschborni műveletek nagy részét Kielbe helyezték át.
1997-ben a mélynyomási tevékenységeket a Hell Gravure Systems GmbH-ba konszolidálták, amelynek részvényei 2002-ig a Heidelberg tulajdonában voltak, azóta pedig magánkézben vannak. A fennmaradó részt nagyrészt felszámolták.
Rudolf Hell 2002-ben, 100 éves korában halt meg Kielben, és az Eichhof Park temetőben temették el. Hell élete során 131 szabadalmat jegyeztetett be.

## Idézet
"Hell a grafikai ipar Edisonja." – Hermann Zapf: Elismerések a Gutenberg-díjért 1977-ben.

## Fordítás
- Ez a szócikk részben vagy egészben  a   Rudolf_Hell című német Wikipédia-szócikk fordításán alapul.  Az eredeti cikk szerkesztőit annak laptörténete sorolja fel. Ez a jelzés csupán a megfogalmazás eredetét és a szerzői jogokat jelzi, nem szolgál a cikkben szereplő információk forrásmegjelöléseként.